# 예멘의 국장

예멘의 국장

예멘의 국장은 1990년에 제정되었다. 국장 가운데에는 금색 독수리가 그려져 있으며 독수리의 발톱 아래에 있는 두루마리에는 예멘의 공식 명칭인 "예멘 공화국"("الجمهورية اليمنية", "Al-Jumhuriyyah Al-Yamaniyah")이 아랍어로 쓰여져 있다.
독수리 문양 가운데에 그려져 있는 방패 안에는 네 개의 파란색 선과 세 개의 하얀색 물결 무늬 바탕에 커피나무와 마리브 댐이 그려져 있으며 독수리가 엇갈린 채로 게양되어 있는 예멘의 국기를 발톱에 붙잡고 있다.

## 역대 예멘의 국장

1918년-1962년 예멘 왕국의 국장
1962년-1966년 북예멘의 국장
1966년-1974년 북예멘의 국장
1974년-1990년 북예멘의 국장
1937년-1963년 영국령 아덴의 문장
1963년-1967년 남아라비아 연방의 문장
1967년-1970년 남예멘의 국장
1970년-1990년 남예멘의 국장

## 같이 보기
- 이집트의 국장
- 팔레스타인의 국장
- 시리아의 국장
- 살라딘의 수리